# Xã Pioneer, Quận Cedar, Iowa
Xã Pioneer (tiếng Anh: Pioneer Township) là một xã thuộc quận Cedar, tiểu bang Iowa, Hoa Kỳ. Năm 2010, dân số của xã này là 1.517 người.